# Стивън Уилсън
Стивън Джон Уилсън (на английски: Steven John Wilson, роден на 3 ноември 1967) е английски музикант и продуцент, свързван основно с музикалния стил прогресив рок. Понастоящем успешен соло музикант, Уилсън е известен като основател, певец, текстописец и водещ китарист на групата Porcupine Tree, както и член на няколко други групи. Сътрудничил е и с проекти като Opeth, King Crimson, Pendulum, Jethro Tull, XTC, Yes, Marillion, Orphaned Land и Anathema.
Уилсън е самоук продуцент, аудио-инженер и изпълнител на китара и пиано, но свири и на други инструменти като бас китара, autoharp, hammered dulcimer и флейта. Живее в Хемъл Хемпстед, града, в който израства, но прекарва по известно време и в Лондон и Тел Авив (където сътрудничи с Авив Гефен в съвместния им проект Blackfield).
Музиката на Стивън Уилсън е приемана положително от критиката и публиката. Той има четири номинации за наградите Грами – два пъти с групата си Porcupine Tree, веднъж с групата Storm Corrosion и веднъж като соло изпълнител. През 2015 година той печели три награди на Лондонските награди за прогресив музика за приноса си към света на прогресив рока и е титулуван като „крал на прог рока“.
На 30 април 2016 година е проведен първият концерт на Стивън Уилсън в България.

## Музикални проекти
Един от най-ранните му музикални проекти е дуото Altamont, свирещо психиделичен рок. Заедно със Саймън Вокингс записват касетния албум „Prayer for the Soul“. По това време Стивън е на 15 години. Паралелно участва в прогресив рок групата „Карма“, които издават два албума в малки тиражи през 1983 и 1985 г. След това закратко е клавирист в Pride of Passion, които свирят ню уейв.
Добива популярност с арт рок формацията No-Man, към който се присъединява Тим Боунес. Дуетът пробива със сингъла „The Girl From Missouri“ през 1989 г., както и с кавъра на песента „Colours“ на Донован, записан с влиянията на модерните по това време стилове трип хоп и дъб-лууп. „Colours“ печели „Сингъл на седмицата“ на „Melody Maker“. Дуетът получава предложение за запис на албум от независимия лейбъл One Little Indian. Комбинацията на арт рок с танцувални поп ритми носи достатъчни приходи, за да може Уилсън да напусне работата си и да се концентрира върху музиката. No-Man издават 7 албума към 2022 г., а в музикалните класации попадат песните „Take it like a man“ (1994) и „Heaven taste“ (2016).
Паралелно през 1987 г. Уилсън приема псевдонима Porcupine Tree, където на шега създава измислена група от 70-те години и записва три демо касети за забавление. След като Porcupine Tree е приет добре в ъндърграунд средите, излиза и дебютният албум на проекта „On the Sunday of Life“ (1992). В края на 1993 г. Уилсън решава да започне концертна дейност с материала на Porcupine Tree и така проектът прераства в пълномащабна група. Формацията започва с атмосферичен прогресив рок, а през 2000-те години втвърдява звученето си и свири прогресив метъл. В новото хилядолетие това става главният проект на Уилсън. Porcupine Tree става едно от основните имена, спомогнали за възраждането на интереса към прогресивната музика. През 2007 г. получава номинация за награда „Грами“ в категорията „Най-добър звук“ за албума си „Fear of a Blank Planet“. Групата се разпада през 2010 г., но се събира отново в края на 2021 г.
Между 1996 и 2001 г. издава 4 албума със соловия проект I.E.M., в който записва експерименти в стил краутрок. Друг солов проект е Bass Comunition, в рамките на който Уилсън записва дълги по хрономтраж ембиънт композиции. Bass Comunition има 11 записани албума към 2022 г.
От 2001 г. е част от дуето Blackfield заедно с израелския певец Авив Гефен. Blackfield е опозиция на най-популярния проект на Уилсън Porcupine Tree, като се концентрира повече върху традиционното поп композиране.
След като през 2000-те е звукорежисьор и участник в записите на няколко албума на Opeth, Уилсън и вокалистът на шведската група Микаел Окерфелд създават проекта Storm Corrosion. Двамата записват един албум през 2012 г,, но не правят турне в негова подкрепа и никога не изнасят концерти с този материал.

## Солова кариера
Между 2003 и 2010 г. записва няколко кавър версии на изпълнители като ABBA, The Cure, Аланис Морисет, Принс, Донован. По-късно кавър-версиите са издадени в албума „Cover Version“ през 2014 г.
През 2008 г. Стивън издава дебютния си самостоятелен албум „Insurgentes“, който съдържа и фотографии на датския режисьор Ласе Хойле. Хойле заснема филм за създаването на албума и режисира видео към сингъла „Harmony Korine“. През юни 2009 г. се появява и издание с ремиксове на песните от албума.
След разпада на Porcupine Tree Уилсън се концентрира върху самостоятелната си кариера и през 2011 г. се появява албумът „Grace for Drowning“, подкрепен с турне. През 2012 г. получава награда от Progressive Music Awards в категорията „Пътеводна светлина“.
На 25 февруари 2013 г. излиза третият албум на Уилсън „The Raven That Refused to Sing“, като звукорежисьор е Алън Парсънс. Албумът достига до топ 30 в музикалните класации на Великобритания и трето място в Германия. В делукс версията на записа е предоставена и книга с текстове и призрачни истории, написани от Уилсън. Списанията „Prog“ и „Eclipsed“ избират „The Raven That Refused to Sing“ за албум на годината, а едноименната песен е използвана като саундрак във филма „Помпей“. Други хитове са „Drive Home“ и „Luminol“.
Четвъртият соло албум на Уилсън Hand. Cannot. Erase. е издаден на 27 февруари 2015. Албумът получава ласкави отзиви от критиката The Guardian му дава пет звезди и го нарича „интелигентно, чувствено и потапящо произведение на изкуството“. Списание Eclipsed описва албума като „поредната сияеща перла в дискографията на Стивън Уилсън. Модерно, тревожно, брилянтно!“ Metal Hammer дава на албума оценка 6/7 и го описва като „поредният шедьовър“. Американският уебсайт FDRMX дава оценка 4.8/5 и заявява, че "Hand. Cannot. Erase. приковава изцяло вниманието от началната до най-последната нота, и това е знак за един велик албум.“. От този албум започва сътрудничеството му с израелската певица Нинет Тайеб, която изпълнява песните „Routine“ и „Ancentral“.
През декември 2016 г. излиза албумът „To The Bone“, насочен към прогресив поп звученето. Нинет Тайеб отново участва в записите, като този път пее в почти всички песни като водещ или беквокал, а дуетното изпълнение „Pariah“ е избрано за сингъл. „To The Bone“ стига до трето място в британската класация, което е рекорд за самостоятелната кариера на Стивън Уилсън. През ноември 2018 г. е издаден концертният албум „Home Invasion“, записан в Роял Албърт Хол в Лондон.
През 2021 г. издава албума „The Future Bites“, в който обичайната меланхолия е комбинирана с остри текстове, насочени срещу комерсиалния свят. Критиката определя записа като „метапоп“ и „неодиско, запазило рок духа си“. Водещият 9-минутен сингъл „Personal Shopper“ е с участието на Елтън Джон, а по-късно е ремиксиран от китариста на Chic Найл Роджърс.
Седмият солов албум на Стивън Уилсън, „The Harmony Codex“, е издаден на 29 септември 2023 г.

## Възгледи
Уилсън е веган и атеист и въпреки че е запленен от темите, с които се занимава самата религия, е силен критик на църквата. Убеден е, че не трябва да налага възгледите си, а да ги представя чрез истории и герои: „Мисля, че това е всичко, което можеш да направиш като творец: да не проповядваш на публиката си, а просто да показваш света с всичките му недостатъци и радости.“ Не пуши и не употребява наркотици. В статия от 2016 г. изразява възхищението си от Израел и критикува музиканти като Роджър Уотърс, които бойкотират еврейската държава.

## Самостоятелни албуми
- Insurgentes (2008)
- Grace for Drowning (2011)
- The Raven That Refused to Sing (And Other Stories) (2013)
- Hand. Cannot. Erase. (2015)
- To the Bone (2017)
- The Future Bites (2021)
- The Harmony Codex (2023)
- The Overview (2025)